# Aproximant labiodental sonora
L'aproximant labiodental sonora és un fonema que es representa [ʋ] a l'AFI (una V amb el pal final arrodonit o una ípsilon minúscula de l'alfabet grec, per marcar la proximitat fònica amb la fricativa labiodental sonora, que se simbolitza amb [v]). Aquest so és relativament freqüent, es troba a llengües com el danès, el finès, el neerlandès, l'hindi o l'hawaià, entre d'altres.

## Característiques
- És una aproximant, perquè hi ha interrupció gairebé total del pas de l'aire però els òrgans fonadors no es toquen
- És un so labiodental perquè les dents incisives superiors freguen el llavi inferior
- És una consonant sonora perquè hi ha vibració de les cordes vocals
- És un fonema pulmonar oral

## En català
No existeix en català